# Walcourt
Walcourt (en való Walcoû) és un municipi belga de la província de Namur a la regió valona a la confluència de l'Eau d'Heure i de l'Yves a la conca del Mosa. A la fi del 2013 tenia 18.210 habitants.
Comprèn les localitats de Walcourt, Berzée, Castillon, Chastrès, Clermont, Fontenelle, Fraire, Gourdinne, Laneffe, Pry, Rognée, Somzée, Tarcienne, Thy-le-Château, Vogenée i Yves-Gomezée.

## Agermanaments
- Ratzeburg (Alemanya)